# Gertrude Stein
Gertrude Stein (3. februar 1874 – 27. juli 1946) var en amerikansk forfatter og katalysator for udviklingen af moderne kunst og litteratur. Hun tilbragte det meste af sit liv i Frankrig.

## Det tidlige liv
Gertrude Stein blev født i en veluddannet tysk-jødisk immigrantfamilie i Allegheny, Pennsylvania i USA. Hendes far, Daniel Stein, var topchef for sporvejsdrift i San Francisco. Hans kloge investeringer i sporvejsanlæg og ejendomme gjorde familien velhavende. Da hun var tre år, flyttede familien Stein på grund af forretning først til Wien, senere til Paris. I 1878 returnerede de til USA og slog sig ned i Oakland, Californien. De tog periodisk på ferie i Europa. Efter forældrenes død boede Gertrude Stein og to af hendes søskende hos moderens familie i Baltimore .
Gertrude Stein gik på Radcliffe College, et kvindecollege tæt knyttet til Harvard University, og studerede hos psykologen William James. Efter eksamen i 1897 tilbragte hun sommeren på Woods Hole, Massachusetts, hvor hun studerede embryologi på det marinbiologiske laboratorium. Nu fulgte to år på Johns Hopkins Medical School. I 1901 forlod hun Johns Hopkins uden eksamen.
I 1902 flyttede hun til Frankrig, samtidig med at den høje kunstneriske kreativitet herskede i Montparnasse. Fra 1903 til 1912 boede hun i Paris med sin broder Leo, som var en beundret kunstkritiker. Gertrude Stein mødte i 1907 sin livsledsager Alice B. Toklas, der flyttede ind hos Leo og Gertrude i 1909. Gennem det meste af sit liv levede Gertrude – som sine søskende – af afkastet af sin fars ejendomme. Også hendes broder Michael investerede klogt. Efter succesen med sin selvbiografi The Autobiography of Alice B. Toklas i midten af 1930'erne blev Gertrude Stein selv rig.
Gertrude Stein og hendes broder skabte en af de første samlinger af kubistisk og moderne kunst. Hun ejede tidlige værker af Pablo Picasso (som var deres ven og malede hendes portræt), Henri Matisse, André Derain, Georges Braque, Juan Gris og andre unge kunstmalere. Picasso malede også hendes nevø Allan Stein.
Da 1. verdenskrig brød ud, var Gertude Stein og Alice B. Toklas på besøg i North Whitehead i England. De vendte tilbage til Frankrig, efter at Gertrude Stein havde lært at køre bil af sin ven William Edwards Cook. De blev frivillige, der kørte forsyninger til franske hospitaler; for dette arbejde blev de hædret af den franske regering. Gertrude Stein og Alice B. Toklas blev gode venner med forfatteren Natalie Barney, og Gertrude Stein blev også ven med den velhavende forfatter og tidsskriftudgiver Bryher.
I 1920'erne tiltrak hendes salon på Rue de Fleurus 27, hvor væggene var dækket af avantgardekunst, mange store kunstnere og forfattere, deriblandt Ernest Hemingway, Ezra Pound, Henri Matisse, Thorton Wilder, Sherwood Anderson og Guillaume Apollinaire. Hun kaldte dem ”Lost Generation” fordi de var forviste amerikanske forfattere. Hun blev ven for livet med forfatteren Mina Loy. Gertrudes charme, veltalenhed og venlighed gjorde, at hun havde en stor omgangskreds og altid gjorde et godt indtryk. Hendes dømmekraft med litteratur og kunst gjorde hende meget indflydelsesrig. Hun var Ernest Hemingways mentor, og han bad hende være gudmoder for sin søn. I sommeren 1931 anbefalede Gertrude Stein den unge komponist og forfatter Paul Bowles at tage til Tanger, hvor hun og Alice havde holdt ferie. 
Lang tid før 2. verdenskrig udtalte hun satirisk i New York Times Magazine, 6. maj, 1934: Adolf Hitler burde have Nobels fredspris. "I say that Hitler ought to have the peace prize, because he is removing all the elements of contest and of struggle from Germany. By driving out the Jews and the democratic and Left element, he is driving out everything that conduces to activity. That means peace ... By suppressing Jews ... he was ending struggle in Germany".
Gertrude Stein var politisk ambivalent: hun var både åbenlyst homoseksuel feminist og konservativ. Hun anså de arbejdsløse som dovne, opponerede mod Franklin D. Roosevelt og hans New Deal. Hun holdt med Francos fascister under den spanske borgerkrig.

## 2. verdenskrig og tiden efter
Ved udbruddet af 2. verdenskrig flyttede Gertrude Stein og Alice B. Toklas til en landejendom, de havde lejet mange år i forvejen i Bilignin i Ain i Rhône-Alperne. Naboerne omtalte dem kun som amerikanerne. Parret undslap forfølgelse på grund af deres venskab med Bernard Faÿ, der var kollaboratør fra Vichy regimet med forbindelse til Gestapo. Da Bernard Fay efter krigen blev idømt strafarbejde for livstid, talte Gertrude og Alice for hans løsladelse. Adskillige år senere tilbød Alice at betale for at få Faÿs fri.
Efter krigen voksede Gertrude Steins status i Paris, fordi hun fik besøg af mange amerikanske soldater. Gertrude Stein døde 72 år gammel af mavekræft i Neuilly-sur-Seine i Paris og blev begravet på Père Lachaise i Paris. 
Gertrude Stein udnævnte forfatteren og fotografen Carl Van Vechten til sin litterære bobestyrer, og han fik udgivet hendes uudgivne værker. Et mindesmærke for Gertrude Stein står på den øverste terrasse af Bryant Park i New York.
I 1980 skrev den amerikanske forfatter Marty Martin monologen Gertrude Stein. Den har været opsat på flere danske teatre med blandt andre Bodil Udsen og Lane Lind i titelrollen.

## Rose is a rose is a rose is a rose
Sekvensen "Rose is a rose is a rose is a rose" er skrevet af Gertrude Stein som en del af 1913 digtet Sacred Emily fra 1922 i Geography and Plays.
Ordene er brugt og omskrevet af mange:
- De blev parodieret af Ernest Hemingway efter kort tid i Paris, hvor han søgte inspiration: "a stone is a stein is a rock is a boulder is a pebble." De står også i For Whom the Bell Tolls, 1940, som: "a rose is a rose is an onion." Senere som "a bitch is a bitch is a bitch is a bitch."
- Aldous Huxley som omskrivning i The Doors of Perception fra 1954: "A rose is a rose is a rose. But these chair legs were chair legs were St. Michael and all angels."
- I 1958 i Brave New World Revisited, hvor Huxley refererer til sekvensen: "An apple is an apple is an apple, whereas the moon is the moon is the moon."
- William S. Burroughs skrev i Naked Lunch den lingvistisk interessante variant: "the word for word is word" og brugte frasen "a rat is a rat is a rat is a rat" .